# Schattwald
Schattwald település Ausztria tartományának, Tirolnak a Reutte járásában található. Területe 16,1 km², lakosainak száma 425 fő, népsűrűsége pedig 26 fő/km² (2014. január 1-jén). A település 1072 méteres tengerszint feletti magasságban helyezkedik el.
A település részei: Kappl, Wies, Fricken, Steig, Vilsrain és Rehbach.

## Fordítás
- Ez a szócikk részben vagy egészben  a   Schattwald című angol Wikipédia-szócikk ezen változatának fordításán alapul.  Az eredeti cikk szerkesztőit annak laptörténete sorolja fel. Ez a jelzés csupán a megfogalmazás eredetét és a szerzői jogokat jelzi, nem szolgál a cikkben szereplő információk forrásmegjelöléseként.